# نايف بن فواز الشعلان
نايف بن فواز بن نواف بن النوري الشعلان (1954) هو أمير من أسرة الشعلان أمراء قبيلة الرولة من عنزة. حيث لا يطلق لقب الأمير على أفراد عائلة الشعلان إلا على أبناء الأمير فواز بن نواف الشعلان فقط.

## حياته ودراسته
الأمير نايف بن فواز الشعلان من أثرى أثرياء المملكة، درس في الولايات المتحدة، وتخرج من جامعة برنستون وهو ذو نفوذ وشخصية دبلوماسية رفيعة المستوى ويتحدث ثماني لغات، وقد لعب دورا رئيسيا في مفاوضات أوبك، ويمتلك مصالح نفطية كبيرة في كولومبيا وفنزويلا، وهي دول كثيرا ما يزورها بشكل رسمي في بعثات دبلوماسية وكانت لديه علاقات شخصية مميزة مع الرئيس الفنزويلي الراحل هوغو شافيز. فقد تعارف الأمير نايف بهوغو شافيز في أمريكا عندما كنا هناك للدراسة، وكان شافيز مبتعثاً لدورة هناك. ووجدناه شخصية ذو حماسة فيما يعتقده من آراء، وكانت بيننا نقاشات فكرية عميقة عن الرأسمالية، والاشتراكية، ونظرة الإسلام للاقتصاد والمال، وغيرها من القيم، واقتنع بما نقول.
درس في مدارس خارجية بدايتها في مدارس سويسرية، ثم أكملها في مدارس فرنسية. أثناء دراسته بلبنان كان الطلاب يرفضون الجلوس معه على ذات المقاعد؛ لأن أغلبهم من النصارى المتعصبين، ونظرتهم النمطية للإسلام «دونية»، ويمكن أن أقول إنها عنصرية. وقد فرّقوني أنا وأخي سعود في شعبتين دراسيتين مختلفتين حتى لا نكون في ذات الصف. وكانت مقاعد الدراسة يجلس عليها طالبان، والطلاب النصارى يرفضون، ويقولون للمدرسين: «لا أريد أن أجلس بجانب المسلم»، فاستعملنا اللين في بادئ الأمر فلم يُجدِ، فاضطررنا للعنف فكسبنا بذلك احترامهم.
في منتصف السبعينات سافر الأمير نايف إلى الولايات المتحدة لإتمام دراساته الجامعية وحصل على البكالوريوس والماجستير والدكتوراه في الدراسات الاستراتيجية الدولية المتقدمة وأنشأ بمساعدة الطلبة والمقيمين المسلمين في ميامي مركزاً إسلامياً في الجامعة ومنظمة الطلبة العرب، قاوموا من خلالها الإلحاد، وكانت له نشاطات دعوية ومؤتمرات لنصرة قضايا الأمة في تلك الحقبة ولا سيما جهاد الأفغان ضد السوفيات ومحنة فلسطين المحتلة واحتلال جنوب لبنان حتى هدد وحيكت له المؤامرات ضده فاضطر بعده لانهاء الدراسة في عام 1984 للخروج من أميركا وعدم الرجوع إليها ثانية منذ ذلك التاريخ.

## فرنسا (1999-2007)
حكمت محكمة فرنسية غيابيا على الأمير نايف بن فواز الشعلان بالسجن عشر سنوات بتهمة المشاركة عام 1999 في عمليات تهريب كوكايين ضخمة. ودانت محكمة الجنح في بوبينييه بضاحية باريس الشمالية الأمير نايف بن فواز الشعلان بتهمة استيراد مخدرات والتواطؤ في نقلها وتخزيننها. كما أنه متهم باستغلاله لحصانته الدبلوماسية من أجل إدخال المخدرات إلى الأراضي الفرنسية على متن طائرة خاصة. والأمير نايف الشعلان واحد من ضمن عشرة أشخاص تلقّوا أحكاما بالسجن تتراوح ما بين أربع وعشر سنوات وذلك لعلاقتهم بتهريب طنين من الكوكايين إلى فرنسا. كما تم الحكم عليه والتسعة الآخرين، وهم يحملون الجنسية الكولومبية، بدفع غرامات مالية يصل مجموعها إلى 110 ملايين دولار لصالح هيئة الجمارك الفرنسية. سلسلة الاتهامات على الشعلان جاءت بناء على شهادات متهمين كولومبيين بتهريب طنين وقد أدخلها في أمتعته على متن طائرة خاصة من طراز بوينغ 727 بين 15 إلى 16 مايو 1999 من مطار لوبورجيه شمال باريس. يتولى المحامي الفرنسي الشهير جاك فرجيس الدفاع عن الشعلان الذي تولّى من قبل الدفاع عن كارلوس، الذي يلقب بالثعلب وعن المفكر الفرنسي روجيه غارودي في قضية إنكاره للمحرقة التي ارتكبها النظام النازي. في المقابل نفى نايف أي ضلوع له في عمليات التهريب. وقد أصدر القاضي الذي حكم على الشعلان قرارا للسلطات الفرنسية من أجل إصدار مذكرات إحضار دولية بحقه. وبالرغم من غيابه عن المحاكمة وعن جلسة صدور الحكم إلا أن ممثلا سعوديا عنه أكد لوكالة الصحافة الفرنسية أنه يعتزم استئناف الحكم ومن ضمن من حضر المحاكمة شقيقه الأمير سعود بن فواز الشعلان. بعدها بأيام من شروع النيابة العامة الفيدرالية في التحقيق في هذه القضية، أعلن مجلس إدارة بنك الكنز الذي يملكه الأمير نايف الشعلان عن وقف نشاطه نظرا لقلة المعاملات. وبنك الكنز الذي يعتبره نايف أول بنك عربي في سويسرا بأموال عربية، كان يضم من ضمن أعضاء مجلس إدارته شخصيات سويسرية معروفة نذكر منها المدير العام السابق للبنك الوطني السويسري جون تسفالن، والأستاذ الجامعي والخبير في الدراسات الإستراتيجية كورت جاستايغر.

## إخوته
- الشقيق الأكبر هو الأمير نواف بن فواز بن نواف الشعلان..متزوج من الأميرة فهدة بنت عبد الله بن عبد العزيز آل سعود.[3] وله الأمير فواز بن نواف بن فواز المتزوج من كريمة صاحب السمو الملكي الأمير نايف بن عبد الله بن سعود بن عبد العزيز آل سعود، 2014.[12]
- الأمير سعود بن فواز الشعلان (توأم)[1][2]
- الأمير فيصل بن فواز الشعلان
- الأمير أنور بن فواز الشعلان -> شقيقه من الأم والأب
- الأمير النوري بن فواز الشعلان توفي بعد صراع طويل مع المرض؛ وصلي عليه بجامع أم الحمام بالرياض (جامع الملك خالد) بعد صلاة العصر، وقد استقبل العزاء في قصر الأمير نواف بن فواز الشعلان. له من الأبناء الأمير سحيم بن النوري الشعلان.
- الأمير متعب بن فواز الشعلان (متوفى)
- الأمير سلطان بن فواز الشعلان (متوفى)
- الأمير محمد بن فواز الشعلان (متوفى)

## الأسرة
- متزوج من لولوة بنت عبد الرحمن بن عبد العزيز آل سعود ولم ينجب أطفالاً إلى الآن.